# 徐琨 (東漢)
徐琨（？—200年代），吳郡富春縣（今浙江省杭州市富陽區）人，孫堅的外甥，孫策與孫權的表兄弟，東漢末及三國時東吳勢力將領，東吳奠基功臣之一。孫權之妃徐夫人的生父。

## 生平

### 徐孫世交
徐家本為吳郡豪族，與同郡的孫家有密切交流往來情誼，生父徐真，與孫堅相互親善，堅以妹許配給徐真，生下徐琨。

### 隨舅討董
年少時仕任州郡役所吏職，漢末擾亂，辭去吏職加入孫堅軍成為部曲，跟隨孫堅征伐董卓軍有功，以戰功拜偏將軍。

### 奠基江東
孫堅逝後，追隨起兵欲以自立的孫策。與孫策領兵攻討揚州刺史劉繇的部將樊能、糜等於橫江，擊張英於當利口。當時軍船少，欲駐軍更求。徐琨之母當時在軍中，謂琨曰：「恐州家多發水軍來逆人，則不利矣，如何可駐邪？宜伐蘆葦以為泭，佐船渡軍。」徐母建議採取奇襲作戰，徐琨將這番話告訴孫策，孫策即實行之。眾悉俱濟，遂破張英，擊走笮融、劉繇，佔領丹楊郡，為孫策的江東事業奠定基礎。
袁術任命族弟袁胤為丹楊太守，並且接收丹楊郡，孫策派遣徐琨將袁胤驅離丹楊。
孫策以優異戰功上表徐琨領丹楊太守，適逢吳景剛從廣陵，脫離袁術來到江東歸附，因郡民較為親附吳景，令吳景復任為丹楊太守，改讓徐琨以督軍中郎將職位領兵。

### 征伐廬江
領軍征伐在廬江起兵反叛的廬江太守李術，擊破皖城，累功封爵廣德侯，遷平虜將軍。

### 戰死沙場
隨孫權從軍征討黃祖為舅父孫堅報仇，中流矢不治而亡。

## 親屬

### 父母
- 徐真
- 孫氏，孫堅之妹

### 舅父
- 孫堅，武烈皇帝。

### 表兄弟
- 孫策，長沙桓王。
- 孫權，吳大帝。

### 子女
- 徐矯，父徐琨卒，襲嗣廣德侯。因助討山越有功，拜偏將軍，先徐夫人卒。無子，弟徐祚襲爵。
- 徐夫人，孫權之妃，孫登養母。
- 徐祚，兄徐矯卒，嗣爵廣德侯。以戰功官至蕪湖督、平魏將軍。

### 女婿
- 陸尚，陸康之孫、陸績之姪，徐夫人的前夫，歿後徐夫人改嫁孫權。
- 孫權，吳大帝。

### 外孫
- 孫登，徐夫人養子。東吳宣太子。